# Grand'Rivière

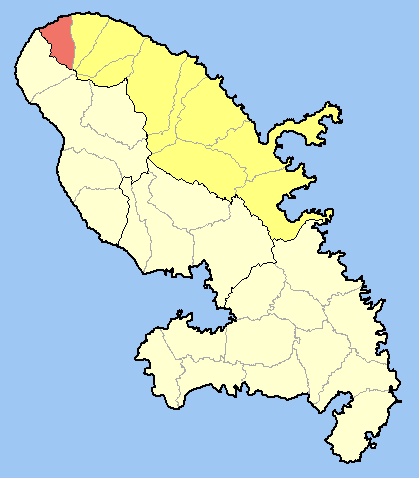
Situació de Grand'Rivière

Grand'Rivière és un municipi francès, situat a la regió de Martinica. El 2009 tenia 842 habitants. Es troba a 39 kilòmetres de Fort-de-France, a l'extrem més septentrional de l'illa. Consisteix en un senzill assentament de pescadors a les faldes del Mont Pelée

## Administració
| Període | Identitat        | Partit |
| ------- | ---------------- | ------ |
| 2008-   | Joachim Bouquety | RDM    |